# 웨딩 플라이트
《웨딩 플라이트》(영어: Baggage Claim)는 2013년 미국의 로맨틱 코미디 영화이다. 데이비드 E. 탤버트 감독이 직접 쓴 소설을 바탕으로 각본을 쓰고 연출했다. 폴라 패튼, 데릭 루크, 자이먼 운수가 출연한다.

## 출연진
- 폴라 패튼 - 몬태나 무어
- 데릭 루크 - 윌리엄 라이트
- 테이 디그스 - 랭스턴 제퍼튼 배틀 3세
- 보리스 코조 - 그레이엄
- 트레이 송즈 - 데이먼 디젤
- 질 스콧 - 게일 베스트
- 애덤 브로디 - 샘
- 제니퍼 루이스 - 캐서린 무어
- 네드 비티 - 도널드슨
- 자이먼 운수 - 퀸턴 제이미슨
- 로런 런던 - 셰리 무어
- 크리스티나 밀리안 - 테일러
- 티아 마우리하드릭트 - 제이닌
- 라 라 앤서니 - 태니아
- 짐 휏스턴 - 채드 윌슨
- 리키 스마일리 - 캘빈
- 테런스 젱킨스 - 셰리 약혼자
- 애피언 크로킷 - 세드릭
- 타일러 레플리 - 커티스